# كروماتيد

صبغي يتكون من شريطيّ كروماتيد (1)، وبينهما الجزء المركزي (2).

الكروماتيدي أو شِقُّ الصبغي أو الشِّقُّ الصِّبْغِيّ (بالإنجليزية: Chromatid) وتُنقحر إلى كروماتيد هو نسخة واحدة من صبغي مضاعف في نواة الخلية، يتكون من شريطين مرتبطين ببعضهما عبر منطقة تُدعى الجزء المركزي (Centromere). وتنفصل هذه الكروماتيدات عن بعضهما طوليًا خلال المراحل الاخيرة لانقسام الخلية لتصبح صبغيات فردية.

## الكروماتيدات الشقيقة و غير الشقيقة
قد تكون الكروماتيدات كروماتيدات شقيقة أو غير شقيقة. الكروماتيد الشقيق هو أحد الكروماتيدين من نفس الصبغي. يكون الكروماتيدان الشقيقان متصلان ببعضهما البعض بواسطة مركز مشترك، يسمى السنترومير، أي القطعة المركزية. يتم فصل الكروماتيدات الشقيقة عن بعضها البعض إلى خليتين مختلفتين أثناء الانقسام الميتوزي أو أثناء الانقسام الثاني للانقسام الميوزي (انقسام ميوزي II).
بمجرد انفصال الكروماتيدات الشقيقة، يُطلق عليها مرة أخرى الصبغيات، ولكل منها نفس الكتلة الجينية مثل أحد الكروماتيدات الفردية الأصلية. تسلسل الحمض النووي لاثنين من الكروماتيدات الشقيقة متطابق تمامًا (بصرف النظر عن أخطاء نسخ الحمض النووي النادرة جدًا).
من ناحية أخرى، تشير الكروماتيدات غير الشقيقة إلى كروماتيد من صبغي متماثل وكروماتيد من صبغي متماثل أخر أثناء عملية الاقتران الصبغي، أي اقتران صبغي الأب وصبغي الأم في الانقسام الميوزي الأول قبل بدأ التعابر الصبغيي. في عمليات الانتقال الصبغية، تشكل الكروماتيدات غير الشقيقة لتبادل المواد الجينية أثناء الطور الأول للانقسام الميوزي.